# Leonie Kooiker

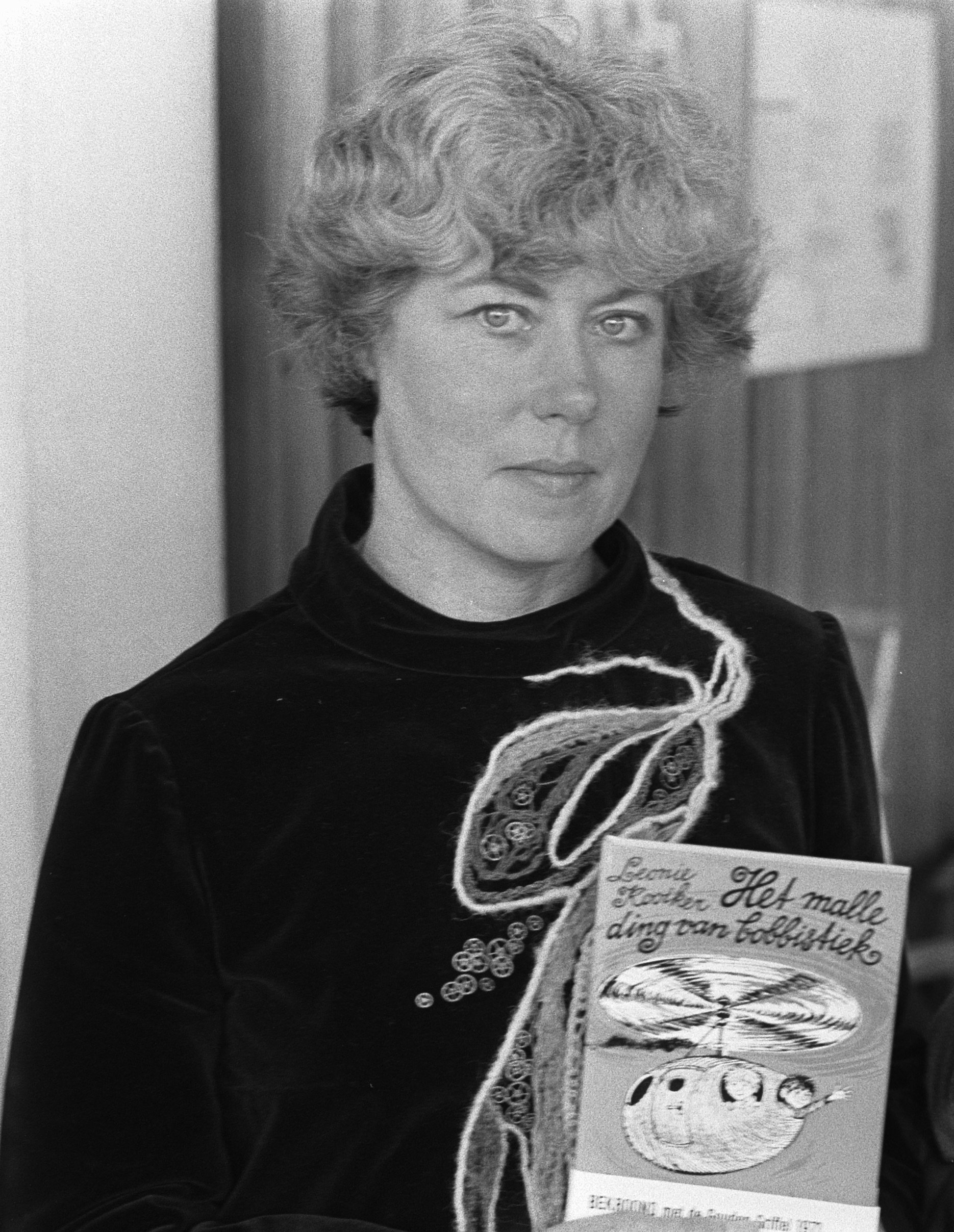
Leonie Kooiker met haar boek Het malle ding van bobbistiek (1971)

Leonie Kooiker (pseudoniem van Johanna Maria (Mieke) Kooyker-Romijn) (Markelo, 20 oktober 1927 – Papendrecht, 16 april 2020) was een Nederlandse schrijfster van kinderboeken.

## Loopbaan
Kooiker werd geboren in Markelo en doorliep het gymnasium. Ze publiceerde voor het kindertijdschrift Kris Kras, voordat zij haar eerste boek uitgaf (Het malle ding van bobbistiek). Dit boek kreeg direct een Gouden Griffel. Kooiker had een voorkeur voor verhalen waarin fantasie en werkelijkheid door elkaar heen lopen. De personages in haar boeken zijn gewone kinderen die in spannende situaties terechtkomen.

### Vertalingen
- Bobbys Superding, Cecilie Dressler Verlag, Berlin 1971
- Gaunerfänger, Cecilie Dressler Verlag, Berlin 1972
- Gakken, Tokyo 1975
- Unne, Oma und der Zauberstein, Cecilie Dressler, Hamburg 1976
- The Magic Stone, William Morrow, New York 1978
- The Magic Stone, Methuen, London 1978
- A Boszorkánykö Mora, Budapest 1979
- Aikakivi, Otava, Helsinki 1979
- Legacy of Magic, William Morrow, New York 1981